# أوتو رومباخ
أوتو رومباخ Otto Rombach (ولد في 22 يوليو 1904 في بوكنجن وتقع حاليا في هايلبرون – ومات في 19 مايو 1984 في بيتيجهايم بيسينجن) كان كاتبا وصحفيا ألمانيا.
ينحدر رومبتخ من عائلة فنية؛ فوالده أوجوست رومباخ كان رساما، وأخوه ريشارد مصورا في شركة أوفا السينمائية الألمانية في برلين، وأخوه هيرمان رومباخ رساما.
عمل رومباخ في البداية صحفيا في صحيفة فرانكفورتر تسايتونج ثم في برلين. اشتهر رومباخ كاتبا منذ عام 1928 فكتب المسرحيات والأقاصيص والتمثيليات الإذاعية والروايات التاريخية مثل شعر الصحف Gazettenlyrik في عام 1928 والسيد الشاب أليكسيوس Der junge Herr Alexius في عام 1940، واشتهرت روايته أدريان سارق التيوليب Adrian der Tulpendieb في عام 1935. وحولت هذه الرواية إلى مسلسل تلفزيوني في عام 1966 وكان أول مسلسل تلفزيوني ملون في التلفاز الألماني.
كما كتب أيضا الشعر والروايات والقصص ونثر الرحلات.

## من أعماله
- أدريان سارق التيوليب 1936
- السيد الشاب أليكسيوس 1940
- الملك الطيب رينيه (رواية تاريخية) 1964
- رحلات إيطالية (نثر رحلات) 1967

## روابط خارجية
- أوتو رومباخ على موقع مونزينجر (الألمانية)